# مجلة طلوع الإسلام

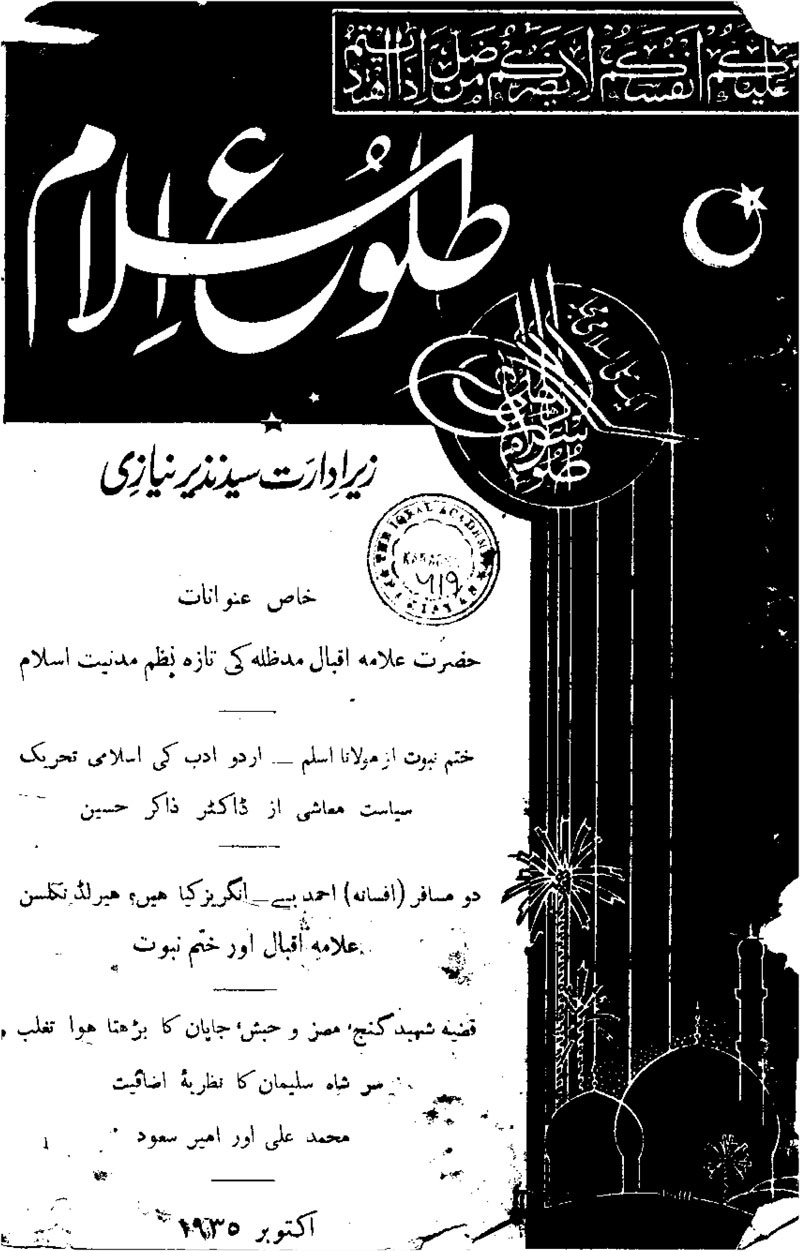
أول إصدار لمجلة طلوع الإسلام

طلوع الإسلام هي مجلة تاريخية وسياسية ودينية وثقافية للمسلمين في الهند البريطانية وباكستان. في عام 1935، وفقًا لتعليمات السير محمد إقبال، أسس وحرر سيد نذير نيازي [الإنجليزية] المجلة تحت اسم "قصيدة طلوع الإسلام [الإنجليزية]"، وهي قصيدة لإقبال. كما أهدى نيازي الطبعة الأولى من هذه المجلة إليه. لفترة طويلة أراد إقبال إنشاء مجلة لنشر أفكاره وأهداف رابطة المسلمين لعموم الهند.

## الأصول

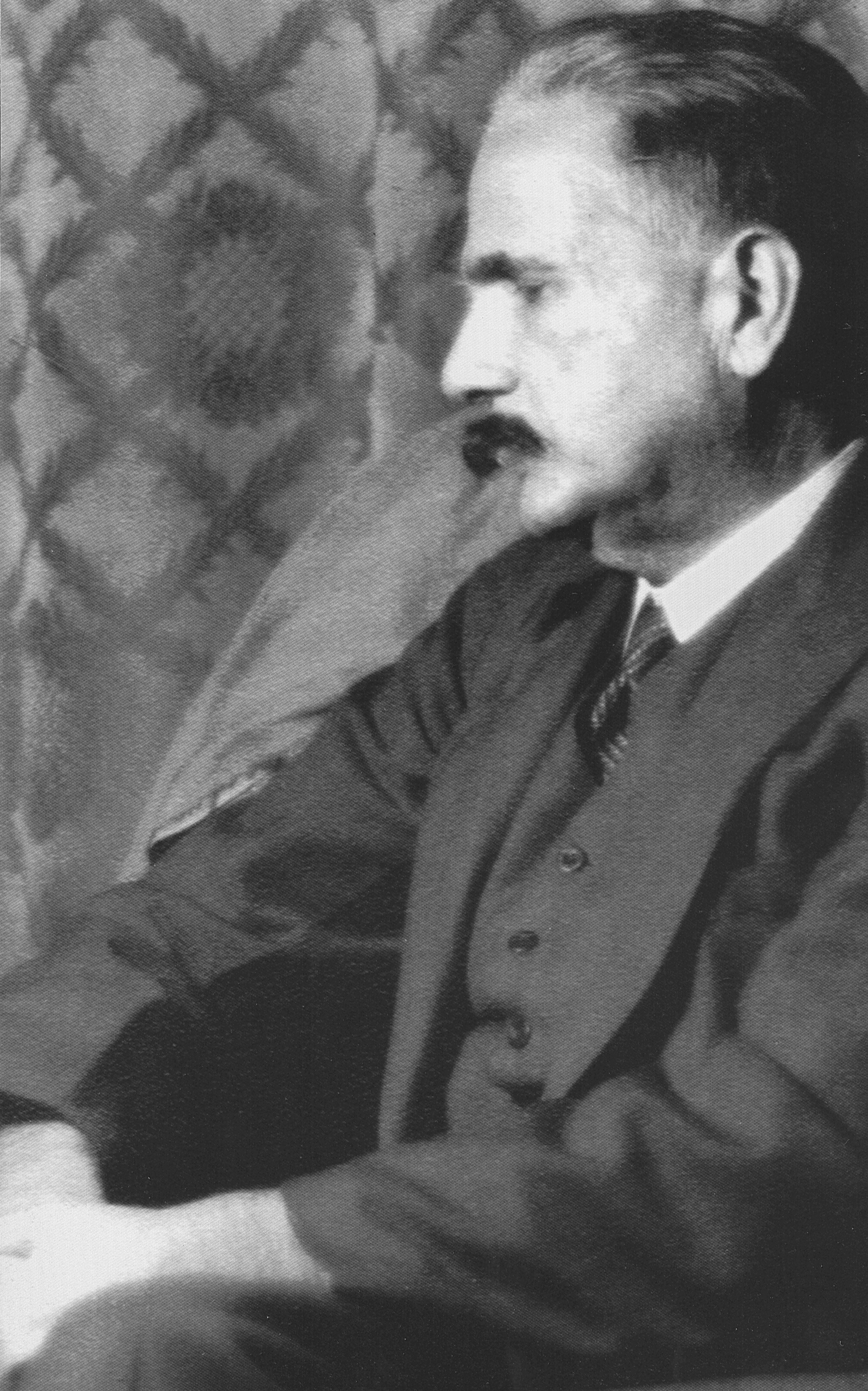
السير محمد إقبال

كان إقبال مهتمًا بنهضة الإسلام في العالم وخاصة في الهند البريطانية. كان من المؤيدين القويين للإحياء السياسي للإسلام في الهند البريطانية. وألقى محاضراته الشهيرة التي نشرت تحت عنوان "إعادة بناء الفكر الديني في الإسلام". "كان أيضًا أحد أبرز قادة رابطة مسلمي عموم الهند، وشجع إقبال إنشاء "دولة في شمال غرب الهند للمسلمين" في خطابه الرئاسي عام 1930. شجع إقبال محمد علي جناح وعمل معه عن كثب، وهو معروف باسم مفكر باكستان ، وشاعر المشرق، وحكيم الأمة.
كان يريد أن ينشئ مجلة، لكن بسبب انشغالاته السياسية والأدبية لم يتمكن من إنشاء هذه المجلة لفترة طويلة. في عام 1935، قبل ثلاث سنوات من وفاته، طلب من أصدقائه وأتباعه المبادرة بتأسيس مجلة، واقترح أيضًا اسم المجلة بنفسه.
كان العلماء المسلمون البارزون، بما في ذلك مولانا أسلم جيراجبوري [الإنجليزية]، وغلام أحمد برويز ، ورجاء حسن أختار [الإنجليزية]، من أوائل المساهمين.

## كتاب خانة طلوع الإسلام 1936
في طبعة أيلول 1936، أعلن نيازي عن إنشاء "كتاب خانة طلوع الإسلام" (دار نشر كتب طلوع الإسلام). وقد أهدى لهذه الدار السير محمد إقبال كتابه "زرب كليم". أصدرت هذه الدار العديد من الكتب عن الإسلام والحركة الباكستانية. لقد لعب هذا الناشر، إلى جانب المجلة، دورًا مهمًا في الحركة الباكستانية.

## 1938 غلام أحمد برويز
وبعد ذلك، استمرت هذه المجلة  على يد غلام أحمد برويز، الذي كان قد ساهم بالفعل بالعديد من المقالات في الطبعات الأولى من هذه المجلة. كما أطلق على حركته اسم "طلوع الإسلام". أخذ برويز الأفكار الأساسية لإقبال وطورها ووسعها (طالع أفكار غلام أحمد برويز). ولا تزال المجلة تصدر عن إدارة طلوع الإسلام في لاهور. كان هدفها في البداية هو إخبار شعب الهند البريطانية أنه وفقًا للقرآن الكريم، فإن الأيديولوجية وليس الحدود الجغرافية هي الأساس لتشكيل الأمة، وأن الدولة المستقلة سياسيًّا شرط أساسي للعيش في الإسلام .[بحاجة لمصدر]

## بعد ظهور باكستان
بعد ظهور باكستان، كان الهدف الرئيس قبل (مجلة) طلوع الإسلام هو تفسير القرآن من خلال تفسير الآيات؛ وهي منهجية تتضمن فهم الكلمات القرآنية المستخدمة في جزء واحد من القرآن من خلال نفس الكلمات الجذرية المستخدمة في أجزاء أخرى من القرآن؛ وتحويل أساس المجتمع من خلال تنفيذ المبدأ الذي ألهم المطالبة بالدولة الإسلامية المنفصلة، أي غرس الأيديولوجية الإسلامية في دستور باكستان.

## طالع أيضًا
- الجامعة الملية الإسلامية
- حركة باكستان